# Кукса, Василий Павлович
Васи́лий Па́влович Кукса́ 18 марта 1964, Родино (Родинский район) — русский художник, образование: Новоалтайское художественное училище, 1988, АГАКИ, Санкт-Петербургский государственный академический институт живописи, скульптуры и архитектуры имени И. Е. Репина, (курсы 2015). 
Василий Кукса занимается пейзажной и жанровой живописью, пишет портреты современников.. Член Союза художников России с 1998 года и член международной ассоциации изобразительных искусств – АИАП ЮНЕСКО Заслуженный художник РФ (Звание присвоено Указом Президента РФ 20 июля 2023 года) .  Член-корреспондент Петровской академии наук и искусств.  Широко известен пейзажной живописью, посвященной природе Алтая.
Участник более сорока персональных выставок, в Москве (2000 г.), в Санкт-Петербурге (2023г), во Франции (2001, 2004, 2006 гг.), в Китае (2007–2009 гг., 2019) и так далее. Принимает участие в международных, республиканских, зональных, краевых городских выставках.
Работы хранятся в Государственном художественном музее Алтайского края, Вятском художественном музее имени В. М. и А. М. Васнецовых, в Новосибирском государственном художественном музее и в частных коллекциях во многих странах мира.

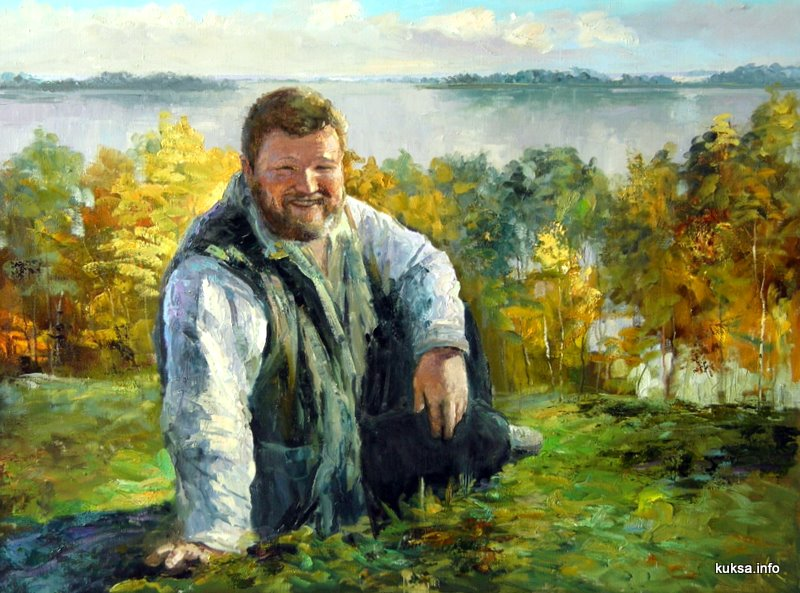
В. П. Кукса, портрет Михаила Евдокимова. х.м. 110х90

- В. П. Кукса, портрет Михаила Евдокимова. х.м. 110х90 Василий Кукса не часто пишет портреты, но он глубоко переживал гибель Михаила Евдокимова[3]  и в 2006 году написал его портрет на основе своих воспоминаний и фотографии авторства оператора Василия Шукшина Анатолия Дмитриевича Заболоцкого